# Saison 2 de Salem
Chronologie
Saison 1 Saison 3
Cet article présente les treize épisodes de la deuxième saison de la série télévisée américaine Salem.

## Synopsis
La chasse aux sorcières a commencé. À Salem, les sorcières sont réelles, mais elles ne sont pas ce qu'elles semblent être...

## Distribution

### Acteurs principaux
- Janet Montgomery : Mary Sibley
- Shane West : John Alden
- Seth Gabel : Cotton Mather
- Ashley Madekwe : Tituba
- Tamzin Merchant : Anne Hale
- Elise Eberle : Mercy Lewis
- Iddo Goldberg : Isaac Walton
- Joe Doyle : Baron Sebastian von Marburg[1]
- Oliver Bell : John, enfant de John et Mary[1]

### Acteurs récurrents
- Stephen Lang : Increase Mather
- Michael Mulheren (en) : George Sibley
- Lucy Lawless : Countess Palatine Ingrid von Marburg[1]
- Stuart Townsend : Dr Samuel Wainwright[1]

## Liste des épisodes

### Épisode 1: Pas de quartier (Cry Havoc)
- États-Unis /  Canada : 5 avril 2015 sur WGN America[2] / Space[3]
- France : 1er juillet 2017 sur Netflix

- États-Unis : 510 000 téléspectateurs[4] (première diffusion)

Le Grand Rite est accompli, Salem est dévastée par la variole sans que personne n'en comprenne la cause. Mary qui a retrouvé son fils commence à nouer des liens parentaux. Cependant, la disparition de John la tourmente, elle décide donc de rendre visite à Petrus afin de connaître la triste vérité.
John, de son côté, est soigné par les Indiens qui lui demandent de quitter ces terres où seule la Mort l'attend. Mais il refuse, souhaitant purger Salem de toutes les sorcières. Il se voit donc offrir des armes par le chef de la tribu qui le met en garde. L'utilisation prolongée de ces "armes-esprits" l'éloignera du monde des Vivants.
Mercy décide de se venger de Mary malgré les menaces faites par cette dernière. Elle pense convaincre le conseil de laisser tomber Mary mais devant le refus et les insultes des Aînées, elle commet un acte qui déclenchera la guerre dans la Ruche.
A Boston, Cotton Mather fait face au Anciens du conseil puritain qui exigent des explications sur les récents événements qui se sont produits à Salem. Il doit désormais affronter les répercussions de ses actes passés.
Anne Hale qui ne se remet pas de la mort de ses parents tente de se suicider mais échoue en constatant que ses blessures se referment d'elles-mêmes. Mary décide de la prendre sous son aile en dépit des avertissements de Tituba qui la considère comme dangereuse et puissante.

### Épisode 2: Baiser de sang (Blood Kiss)
- États-Unis /  Canada : 12 avril 2015 sur WGN America / Space
- France : 1er juillet 2017 sur Netflix

- États-Unis : 376 000 téléspectateurs[5] (première diffusion)

En réponse à la déclaration de guerre de Mercy, Mary, entourée de quelques hommes de Salem se rend aux Fosses pour obtenir vengeance. 
John, remis de ses blessures, décide de purger Salem de toutes les sorcières. Le Chaman l'avertit du grand péril qui l'attend et lui propose de renoncer et d'accompagner la Tribu vers des terres plus éloignées. John s'obstine et se voit offrir par les Indiens des armes et potions qui lui permettront d'approcher les sorcières sans être vu pour les tuer.
Pendant ce temps, Mary prépare la suite du Grand Rite qui permettra au Diable de s'incarner sur Terre alors que les tensions montent entre elle et Tituba. Inquiète de ce que pourrait révéler Isaac concernant la variole, Mary rend visite à Wainwright et demande à parler à son ami afin de le neutraliser si nécessaire.
Anne Hale doit également faire face à un problème : Mr Hathorne qui lui rend visite afin de lui conseiller de se trouver un époux au plus vite sous entendant sa propre personne. Cherchant à fuir, elle est rattrapée par Tituba qui lui conseille d'apprendre de Mary, en tout cas dans un premier temps. C'est en rentrant chez elle qu'elle retrouve le masque de son père et se téléporte accidentellement à Boston, devant la maison des Mather. 
En route vers Salem, John tombe sur Petrus dans les bois qui se propose de l'aider. Arrivés dans sa cachette, John interroge Petrus sur les sorcières. Petrus lui apprend que Hale est mort mais qu'un nouveau Magistrat sera élu et que le choix de Mary se portera forcément sur une sorcière. Ayant obtenu l'information, John égorge Petrus et quitte sa cachette.
Pendant ce temps à Salem, les morts s'accumulent et le Dr Wainwright souhaite évacuer les cadavres hors de la ville et les jeter aux Fosses pour limiter la propagation de la variole. Hathorne et le Révérend Lewis s'y opposent, mais devant l'insistance de Mary Sibley finissent par céder. Il est vital pour Mary que ces corps aillent aux Fosses si les sorcières veulent amener le Diable sur Terre. 
A Boston, Anne apprend à Cotton la mort de ses parents en lui cachant néanmoins la vraie cause, ainsi que l'épidémie de variole qui touche Salem. Cotton comprend d'emblée qu'il s'agit des effets du Grand Rite. Anne lui demande de revenir à Salem et tandis qu'elle le questionne sur les sorcières, une personne inattendue fait irruption : La Comtesse Ingrid Von Marburg. En voyant Anne, la Comtesse remarque tout de suite qu'elle est une sorcière et entre dans sa tête pour tenter de percer le mystère du Grand Rite de Salem. Elle fait ensuite promettre à Anne de ne rien révéler à quiconque.
John, finalement de retour à Salem, commet un meurtre de sang-froid au port afin de ne pas être vu et se cache au Knocker's Hole.
Mary voyant de la lumière dans l'ancienne maison de John s'y introduit et se retrouve face au Dr Wainwright qui lui explique que Hathorne l'a autorisé à y vivre. Mary accepte également. Tandis qu'il cherche à en savoir plus sur elle, Mary le remet à sa place avant de quitter les lieux. À l'extérieur, John Alden épie Mary rentrant chez elle.
De son côté, la Comtesse expose à son fils son désir d'aller à Salem mais lui explique qu'ils doivent être prudents et enquêter car ils ne seront pas les bienvenus tant avec les membres de la Ruche qu'avec les Puritains.
A Salem, Mary observe les premiers résultats du sort pour le retour du Diable et nargue George tandis que Tituba lui rappelle que son fils ne lui appartiendra vraiment qu'une fois le Rite terminé.

### Épisode 3: De l'intérieur (From Within)
- États-Unis /  Canada : 19 avril 2015 sur WGN America / Space
- France : 1er juillet 2017 sur Netflix

- États-Unis : 495 000 téléspectateurs[6] (première diffusion)

La Comtesse met en place un plan qui lui permettra d'obtenir davantage d'informations sur Mary Sibley. Pour ce faire elle attire une petite fille dans un puits et l’ensorcelle  afin que celle-ci contamine les réserves d'eau des Sibley. 
Mary éduque son fils, John, sur les règles de bienséance et découvre qu'il lui cachait un cadavre de pigeon qu'il compare à sa mère.
Hathorne, qui espère réduire Mary à une moins que rien, se porte candidate pour le poste de Magistrat. Mary est contre et souhaite soutenir une sorcière en la personne de Mr Corwin. Cependant l'autorité de Mary décroît, elle décide donc de faire appel à George, en lui promettant de lui rendre sa liberté s'il accepte de l'aider et discréditer Hathorne, son vieil ennemi.
Tituba, quant à elle, émet des doutes sur l'engagement de Mary et la menace de lui retirer l'enfant.
John continue à espionner les sorcières et découvre l'identité du favori de Mary pour le poste de Magistrat tandis que le Révérend Lewis retrouve Dollie et là conduis chez lui afin qu'elle serve Mercy. Cette dernière a un plan pour se venger de Mary et compte se servir de Dollie pour y parvenir.
Dans le même temps, Cotton et Anne font route vers Salem et commencent à se rapprocher. Anne l'interroge sur la rédemption et l'existence de bonnes sorcières, ce à quoi Cotton répond qu'on a toujours le choix de faire le bien ou le mal. 
Mary rend visite à Isaac à l’hôpital et apprend qu'il est en voie de guérison. Le Dr Wainwright compte utiliser son sang pour soigner les autres malades. Il explique ensuite à Mary la véritable nature de ses recherches : découvrir le siège de l'âme et tente une expérience sur Mary avec l'accord de celle-ci.
Dans la soirée, Mary organise un dîner afin d'élire le nouveau Magistrat Corwin avec le soutien de George. Mais rien de ne se passe comme prévu. Corwin ne se présente pas au dîner. Inquiètes, Mary et Tituba jettent un sort afin de voir où il se trouve et se retrouvent devant une vision perturbante. Corwin est prisonnier et torturé par un chasseur de sorcières invisible qui cherche à tout connaître de la Ruche. Afin de s'assurer son silence, Mary oblige Corwin à se trancher la langue. 
Hathorne est finalement élu Magistrat et ne se prive pas de dire à Mary ce qu'il pense d'elle. Ce à quoi elle répond qu'elle n'est pas encore son ennemie mais qu'elle le deviendra s'il le souhaite.
À l'entrée de Salem, Cotton et Anne se retrouvent bloqués par le blocus imposé par Mary. Les gardes reconnaissent Cotton et décident de se venger de les avoir laissés. Tandis qu'un des garde passe Cotton à tabac, l'autre tente de violer Anne. Celle-ci perd le contrôle et utilise ses pouvoirs pour envoyer voler son assaillant qui finit empalé sur un tronc. Cotton parvient à maîtriser l'autre garde et tous deux s'enfuient vers Salem.
Tandis que Tituba reconditionne George, Mary lui rappelle a quel point il lui est précieux. Elles cherchent ensuite à découvrir l'identité de l'agresseur de Corwin. Mary suspecte une sorcière de la Ruche qui par jalousie chercherait à la diminuer. Tituba lui propose d'aller voir Petrus qui aura certainement la réponse à leur question mais Mary s'y oppose. Les agissements de nuit sont dangereux maintenant qu'un chasseur les traque.
Pendant ce temps, Dollie et le Révérend Lewis kidnappent Issac. 

### Épisode 4: Le livre des ombres (Book of Shadows)
- États-Unis /  Canada : 26 avril 2015 sur WGN America / Space
- France : 1er juillet 2017 sur Netflix

- États-Unis : 331 000 téléspectateurs[7] (première diffusion)

### Épisode 5: La mer profonde (The Wine Dark Sea)
- États-Unis /  Canada : 3 mai 2015 sur WGN America / Space
- France : 1er juillet 2017 sur Netflix

- États-Unis : 334 000 téléspectateurs[8] (première diffusion)

### Épisode 6: Traître clair de lune (lll Met by Moonlight)
- États-Unis /  Canada : 10 mai 2015 sur WGN America / Space
- France : 1er juillet 2017 sur Netflix

- États-Unis : 245 000 téléspectateurs[9] (première diffusion)

### Épisode 7: Sous influence (The Beckoning Fair One)
- États-Unis /  Canada : 17 mai 2015 sur WGN America / Space
- France : 1er juillet 2017 sur Netflix

- États-Unis : 321 000 téléspectateurs[10] (première diffusion)

### Épisode 8: Les oiseaux morts (Dead Birds)
- États-Unis /  Canada : 24 mai 2015 sur WGN America / Space
- France : 1er juillet 2017 sur Netflix

- États-Unis : 310 000 téléspectateurs[11] (première diffusion)

### Épisode 9: Le salaire du péché (Wages of Sin)
- États-Unis /  Canada : 31 mai 2015 sur WGN America / Space
- France : 1er juillet 2017 sur Netflix

- États-Unis : 394 000 téléspectateurs[12] (première diffusion)

### Épisode 10: Jusqu'à ce que la mort nous sépare ('Til Death Do Us Part)
- États-Unis /  Canada : 7 juin 2015 sur WGN America / Space
- France : 1er juillet 2017 sur Netflix

- États-Unis : 284 000 téléspectateurs[13] (première diffusion)

### Épisode 11: Sur la Terre comme en enfer (On Earth As In Hell)
- États-Unis /  Canada : 14 juin 2015 sur WGN America / Space
- France : 1er juillet 2017 sur Netflix

- États-Unis : 314 000 téléspectateurs[14] (première diffusion)

### Épisode 12: Que jamais minuit ne sonne (Midnight Never Come)
- États-Unis /  Canada : 21 juin 2015 sur WGN America / Space
- France : 1er juillet 2017 sur Netflix

- États-Unis : 318 000 téléspectateurs[15] (première diffusion)

### Épisode 13: L'heure des sorcières (The Witching Hour)
- États-Unis /  Canada : 28 juin 2015 sur WGN America / Space
- France : 1er juillet 2017 sur Netflix

- États-Unis : 337 000 téléspectateurs[16] (première diffusion)